# 大学改革
大学改革（だいがくかいかく、英語: University reform）は、日本では2004年の国立大学の法人化に伴う変化を主に指す。2023年の時点では一般的に失敗と総括されている。法人化を主導した有馬朗人は、失敗だったと後悔したまま逝去した。

## 経緯
文部科学省の説明や有馬朗人の発言などによると以下のようになる。
1998年7月　小渕恵三が内閣総理大臣に就任し、有馬朗人が文部大臣に就任した。公務員削減のため、国立大学の法人化が検討された。
1999年4月　国立大学の独立行政法人化について、大学の自主性を尊重しつつ大学改革の一環として検討し、2003年までに結論を得るとの閣議決定を行われた。
2000年7月　国立大学関係者を含む有識者で構成された調査検討会議が検討を開始した。
2001年9月　調査検討会議が「新しい『国立大学法人』像について」（中間報告）をとりまとめた。
2002年3月　調査検討会議が「新しい『国立大学法人』像について」（最終報告）をとりまとめた。
2002年11月　競争的環境の中で世界最高水準の大学を育成するため「国立大学法人」化などの施策を通して大学の構造改革を進めるとの閣議決定が行われた。
2003年2月　国立大学法人法案等関係6法案が国会に提出された。
2003年7月　国立大学法人法等関係6法が成立した（10月施行）。
2004年4月　国立大学法人に移行した。

## 問題点
予算が減っている
運営費交付金が毎年1%ずつ削減されることが2006年に閣議決定されたことにより、毎年予算が減っている。法人化を主導した有馬朗人は、運営費交付金が削減されることは予見できなかったと述べている。一方、2004年の参議院では「毎年一％減ということでとどまったことを喜んでおります」と削減自体には肯定的ともとれる発言をしている。
教員が高齢者ばかりになっている
法人化によって教員の職位構成を決める権限が大学に与えられ、若手に助教のポストを与えずに高齢者に教授のポストを与える数を増やす大学が増えている。
大学教員の雇用が急速に不安定になっている
岸本忠三が推し進めた選択と集中の方針の影響もあり、国立大学の研究者における任期雇用の割合は、2004年から2014年にかけて5%から44%にまで増えた。
大学院への進学が減少している
大学院進学後のキャリアパスが日本人にとって悲惨である現状を学生が目の当たりにしており、日本人の大学院への進学数が減っている。例えば法科大学院は、毎年3000人となるはずだった日本の司法試験合格者が1500人に減ったことから、入学者が激減し多くが廃校となった。
自由で恵まれた研究環境がなくなっている
日本のノーベル賞受賞者は、例外なく現状に危機感を示している。大隅良典は、NHKスペシャル『追跡 東大研究不正～ゆらぐ科学立国ニッポン～（2017年12月10日）』のインタビューで次のように述べた。今の大学院生の気分からいったら「自分が何やりたいです」じゃない。何をやったらいい論文が書けるかで選んだり（している）。（中略）今、大変大きな問題は、若者も研究の楽しさをなかなか知れない。私、今の時代だったら早々とキックアウト（追い出し）されてたろうなと。それは実感として思います。科学の世界は変なやつもやっぱり内包しながら、面白いことを考えている人たちを大事にする、そういう多様性を認めないといけない。
雑用や無駄な作業が増加している
個々の大学がそれぞれ統治機構を整え、維持する必要が生じている。例えば事務職員の採用について、公務員試験とは別個の試験を用意しないといけない。また、国際卓越研究大学のような採択率の低い競争的研究費に応募させる場合、ほとんどの応募者にとって応募に係る労力は無駄となる。
研究不正が激増し、それが放置されている
激増している日本の研究不正は法人化を背景としていると言われている。しかし、例えば匿名Aの事件やOrdinary_researchersの事件などで告発された大量の大学教員のほとんどは最終的に何の処分も受けておらず、不正は蔓延し続けたままになっている。ディオバン事件で国の数百億円の医療費を無駄にした大学教員すら別大学の副学長に栄転している。
大学の国際ランキングが大きく低下している
法人化以降、全ての世界大学ランキングで日本の大学の順位は大きく低下している。世界大学ランキングを気にする必要はないともいわれるが、同じ指標で測った順位が継続的に大きく低下していることは受け止める必要がある。
そもそも改革は必要だったのか
法人化前の日本の大学は、ノーベル賞の成果を多数挙げるなどとても良い状態だったと言われている。法人化はイギリスで失敗しており、それをなぜ日本は繰り返したのかという疑問の声もある。

## 大学改革を扱った書籍
- 「日本の知、どこへ」共同通信社「日本の知、どこへ」取材班　2022/6/14　ISBN:978-4535789500
- 「大学改革の迷走」佐藤郁哉　2019/11/6　ISBN:978-4480072634
- 「誰が科学を殺すのか」毎日新聞「幻の科学技術立国」取材班　2019/10/28　ISBN:978-4620326078
- 「「大学改革」という病」山口裕之　2017/7/25　ISBN:978-4750345468